# Ronald Araújo
Ronald Federico Araújo da Silva (Rivera, Uruguai, 7 de març de 1999) és un futbolista uruguaià d’origen brasiler que juga com a defensa al Futbol Club Barcelona i a la selecció uruguaiana. Considerat un dels millors defenses del món, Araújo és conegut pel seu domini físic, la seva excepcional habilitat aèria i la seva velocitat. Principalment defensa central, també és capaç de jugar com a lateral dret.

## Trajectòria

### Inicis
Va debutar com a professional l'any 2016 amb el Club Atlético Rentistas. El juliol de 2017 va ser traspassat al Club Atlético Boston River.

### Futbol Club Barcelona
El 29 d'agost de 2018, el Futbol Club Barcelona va fer oficial el seu fitxatge per al filial signant per cinc temporades a canvi d'1,7 milions d'euros fixos més 3,5 en variables. El 6 d'octubre de 2019 va debutar amb el primer equip en partit oficial en una victòria per 4-0 davant el Sevilla Futbol Club després de substituir Jean-Clair Todibo en la segona meitat. Va ser expulsat abans que finalitzés el partit. El 13 de juny de 2020 va jugar el seu primer partit com a titular en una victòria per 0-4 davant el RCD Mallorca. El 19 de juliol va tenir la seva segona titularitat en una victòria per 0-5 sobre el Deportivo Alavés a Mendizorroza. El dia després el club va comunicar que s'incorporava al filial per jugar el play-off d'ascens.
L'octubre del 2020 el Futbol Club Barcelona va decidir fer-li fitxa del primer equip després que no aconseguissin fitxar a cap central durant el mercat d'estiu, i se li assignà la samarreta amb el número 4. El 19 de desembre de 2020, va marcar el seu primer gol a La Liga pel Barça, en un empat 2–2 a casa contra el València CF. Va esdevenir un habitual a les alineacions a principis de l'any 2021, fent parella de centrals amb Òscar Mingueza, a causa de la lesió de Gerard Piqué i la baixa forma dels francesos Samuel Umtiti i Clement Lenglet. Va marcar el seu segon gol en lliga pel Barça el 22 d'abril de 2021, en una victòria per 5-2 contra el Getafe CF.
El 20 de març de 2022, Araújo va marcar el seu primer gol al clàssic, rematant de cap un córner servit per Ousmane Dembélé en una victòria per 0-4 contra el Madrid, llavors líder, a l'Estadi Santiago Bernabéu.
Durant els primers 21 partits de lliga de la temporada 2022-23, Araújo va formar una gran parella defensiva al costat d'Andreas Christensen i ocasionalment Jules Koundé com a defensa central, ajudant el Barça a mantenir la porteria a zero 16 cops, rècord entre les 5 millors lligues d'Europa.
El 21 de juliol de 2023, el Barça va anunciar Araújo com a tercer capità del club. El 4 de novembre de 2023, va marcar el seu primer gol de la la temporada al minut 92 del temps afegit en una victòria per 1–0 fora de casa contra la Reial Societat.
El 16 d'abril de 2024, Araújo va rebre una targeta vermella directa per fer una falta a Bradley Barcola a la primera part del partit de tornada dels quarts de final de la Lliga de Campions del Barcelona contra el Paris Saint-Germain FC, cosa que va canviar l'impuls a favor del PSG, canviant el rumb del partit malgrat l'avantatge de dos gols del Barcelona i finalment perdent per 4-1 i 6-4 en el global. El 23 de gener de 2025 va ampliar el seu contracte amb el club fins al 2031.

## Internacional
Va debutar a la selecció uruguaiana sub-20 al març de 2019. Va participar en la Copa Mundial Sub-20 de 2019 a Polònia. En el torneig va jugar tres partits i va marcar un gol.
El 13 d'octubre de 2020 debutà amb la selecció absoluta jugant com a titular en partit de classificació de Conmebol pel Mundial 2020, contra Equador a Quito.
Va ser convocat per la Copa Amèrica 2021 però es va lesionar en un entrenament posterior al primer partit i no va estar disponible fins als quarts de final, ronda en la qual l'Uruguai va ser eliminat en la tanda de penals contra Colòmbia.

## Palmarès
FC Barcelona
- 2 Copes del Rei: 2020–21,[26] 2024–25[27][28]
- 2 Supercopes d'Espanya: 2023,[29] 2025[30]
- 2 Lligues espanyoles: 2022-23,[31] 2024-25

Uruguai sub-20
- Jocs Sud-americans (medalla d'argent): 2018[32]

Uruguai
- Copa Amèrica (tercer lloc): 2024[33]

Individual
- Equip de la temporada de La Liga: 2021–22,[34] 2023–24[35]
- Equip masculí de la CONMEBOL de l'any per la IFFHS: 2023[36]